# Austrelaps labialis
Austrelaps labialis là một loài rắn trong họ Rắn hổ. Loài này được Jan mô tả khoa học đầu tiên năm 1859.

## Hình ảnh

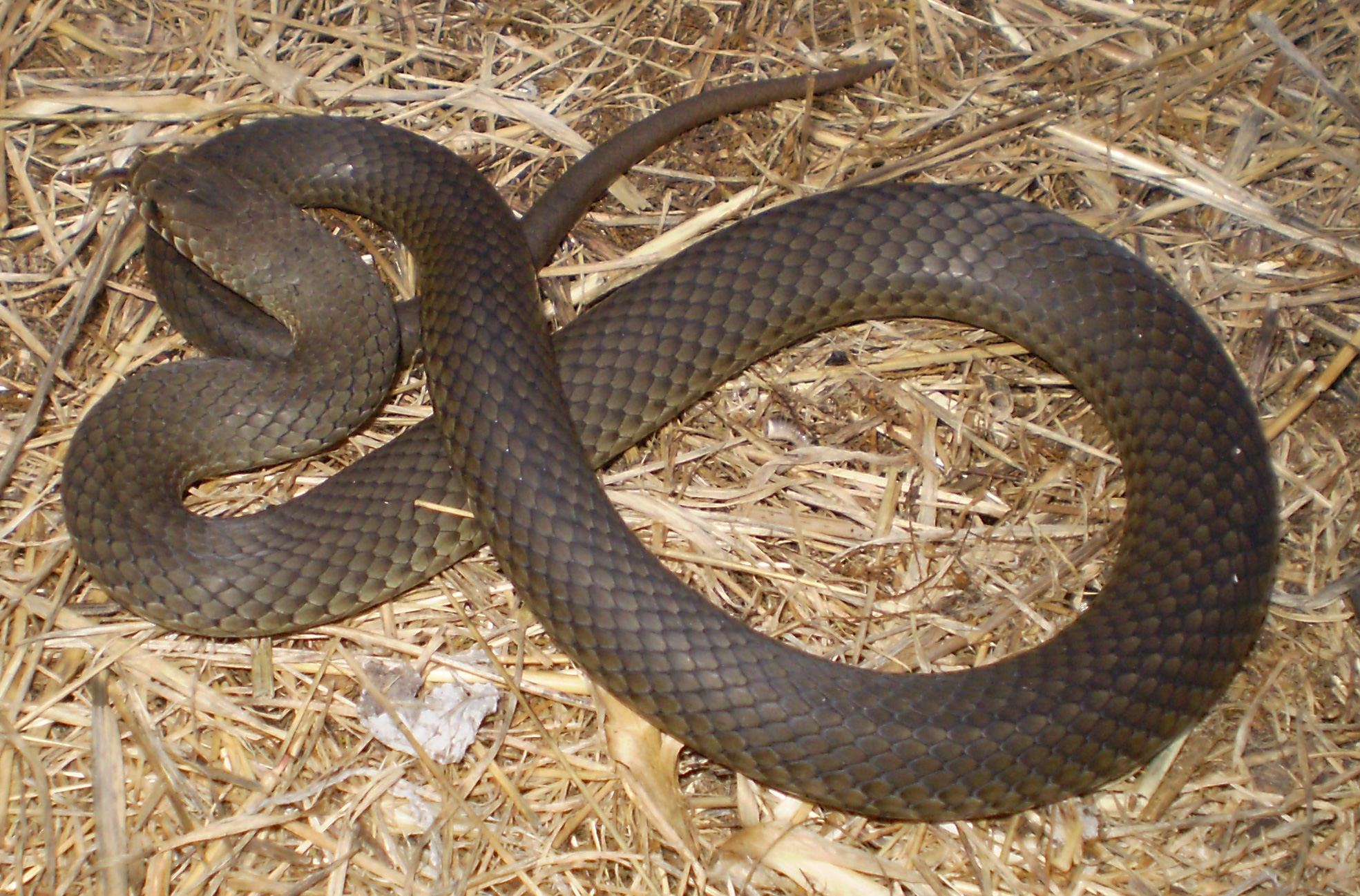